# Tandil (partido)
Tandil (Partido de Tandil) is een partido in de Argentijnse provincie Buenos Aires. Het bestuurlijke gebied telt 101.231 inwoners. Tussen 1991 en 2001 steeg het inwoneraantal met 10,9 %.

## Plaatsen in partido Tandil
- Azucena
- Cerro Leones
- De la Canal
- Desvío Aguirre
- Fulton
- Gardey
- Iraola
- La Numancia
- La Pastora
- María Ignacia (Estación Vela)
- Tandil